# Reprezentacja Czech w hokeju na lodzie mężczyzn
Reprezentacja Republiki Czeskiej w hokeju na lodzie mężczyzn (cz. Reprezentace České republiky v ledním hokeji mužů) – narodowy zespół hokeistów na lodzie Czech. Swoje występy międzynarodowe rozpoczął w 11 lutego 1993 po rozpadzie Czechosłowacji od wygranego meczu 6:1 przeciwko Federacji Rosyjskiej.
Hokejowa drużyna Republiki Czeskiej jest wg IIHF oficjalnym sukcesorem tradycji reprezentacji Czechosłowacji. Należy jednak pamiętać, iż na podstawie ustawy konstytucyjnej o zaniku Czeskiej i Słowackiej Republiki Federacyjnej z 25 listopada 1992 (č. 542/1992 Sb.) Republika Czeska nie jest kontynuatorem prawnym Czechosłowacji.

## Udział w międzynarodowych turniejach

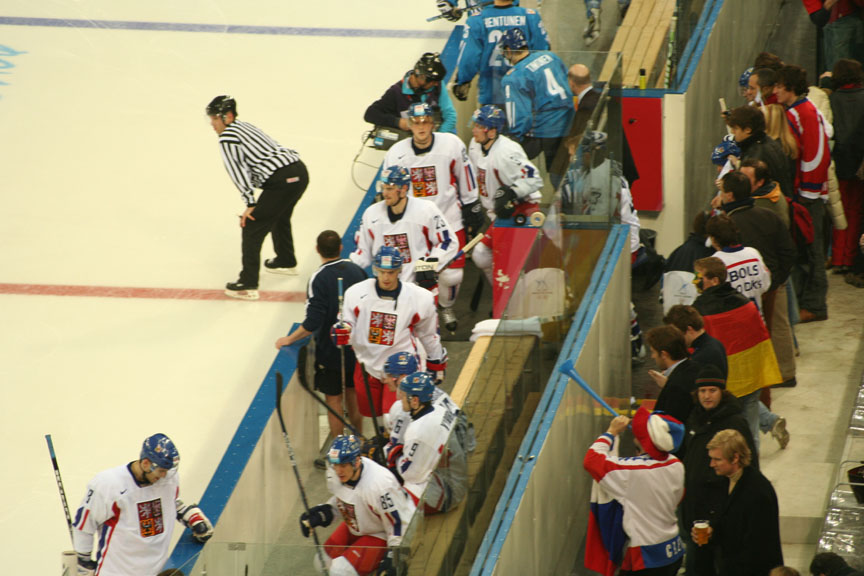
Reprezentacja Czech podczas igrzysk w Turynie

### Igrzyska olimpijskie
| Udział w igrzyskach olimpijskich | Udział w igrzyskach olimpijskich             | Udział w igrzyskach olimpijskich             | Udział w igrzyskach olimpijskich             | Udział w igrzyskach olimpijskich             | Udział w igrzyskach olimpijskich             | Udział w igrzyskach olimpijskich             | Udział w igrzyskach olimpijskich             | Udział w igrzyskach olimpijskich             | Udział w igrzyskach olimpijskich             | .                                            | Kwalifikacje do igrzysk olimpijskich | Kwalifikacje do igrzysk olimpijskich | Kwalifikacje do igrzysk olimpijskich | Kwalifikacje do igrzysk olimpijskich | Kwalifikacje do igrzysk olimpijskich | Kwalifikacje do igrzysk olimpijskich | Kwalifikacje do igrzysk olimpijskich |                        |
| Rok                              | Runda                                        | Miejsce                                      | M                                            | W                                            | R                                            | R                                            | P                                            | B+                                           | B-                                           | .                                            | M                                    | W                                    | R                                    | R                                    | P                                    | B+                                   | B-                                   |                        |
| Rok                              | Runda                                        | Miejsce                                      | M                                            | W                                            | W!                                           | P!                                           | P                                            | B+                                           | B-                                           | .                                            | M                                    | W                                    | W!                                   | P!                                   | P                                    | B+                                   | B-                                   |                        |
| -------------------------------- | -------------------------------------------- | -------------------------------------------- | -------------------------------------------- | -------------------------------------------- | -------------------------------------------- | -------------------------------------------- | -------------------------------------------- | -------------------------------------------- | -------------------------------------------- | -------------------------------------------- | ------------------------------------ | ------------------------------------ | ------------------------------------ | ------------------------------------ | ------------------------------------ | ------------------------------------ | ------------------------------------ | ---------------------- |
| 1972–1992                        | Republika Czeska była częścią Czechosłowacji | Republika Czeska była częścią Czechosłowacji | Republika Czeska była częścią Czechosłowacji | Republika Czeska była częścią Czechosłowacji | Republika Czeska była częścią Czechosłowacji | Republika Czeska była częścią Czechosłowacji | Republika Czeska była częścią Czechosłowacji | Republika Czeska była częścią Czechosłowacji | Republika Czeska była częścią Czechosłowacji | Republika Czeska była częścią Czechosłowacji |                                      |                                      |                                      |                                      |                                      |                                      |                                      |                        |
| 1994                             | Ćwierćfinał                                  | 5/12                                         | 8                                            | 5                                            | 0                                            | 0                                            | 3                                            | 30                                           | 18                                           | .                                            | Awans poprzez MŚ 1993.               | Awans poprzez MŚ 1993.               | Awans poprzez MŚ 1993.               | Awans poprzez MŚ 1993.               | Awans poprzez MŚ 1993.               | Awans poprzez MŚ 1993.               | Awans poprzez MŚ 1993.               | Awans poprzez MŚ 1993. |
| 1998                             | Mistrzostwo                                  | 1/14                                         | 6                                            | 5                                            | 0                                            | 0                                            | 1                                            | 19                                           | 6                                            | .                                            | Awans poprzez MŚ 1995.               | Awans poprzez MŚ 1995.               | Awans poprzez MŚ 1995.               | Awans poprzez MŚ 1995.               | Awans poprzez MŚ 1995.               | Awans poprzez MŚ 1995.               | Awans poprzez MŚ 1995.               |                        |
| 2002                             | Ćwierćfinał                                  | 7/14                                         | 4                                            | 1                                            | 1                                            | 1                                            | 2                                            | 12                                           | 8                                            | .                                            | Awans poprzez MŚ 1999.               | Awans poprzez MŚ 1999.               | Awans poprzez MŚ 1999.               | Awans poprzez MŚ 1999.               | Awans poprzez MŚ 1999.               | Awans poprzez MŚ 1999.               | Awans poprzez MŚ 1999.               |                        |
| 2006                             | Półfinał                                     | 3/12                                         | 8                                            | 4                                            | 0                                            | 0                                            | 4                                            | 23                                           | 20                                           | .                                            | Awans na podstawie Rankingu IIHF.    | Awans na podstawie Rankingu IIHF.    | Awans na podstawie Rankingu IIHF.    | Awans na podstawie Rankingu IIHF.    | Awans na podstawie Rankingu IIHF.    | Awans na podstawie Rankingu IIHF.    | Awans na podstawie Rankingu IIHF.    |                        |
| 2010                             | Ćwierćfinał                                  | 7/12                                         | 5                                            | 3                                            | 0                                            | 0                                            | 2                                            | 13                                           | 11                                           | .                                            | Awans na podstawie Rankingu IIHF.    | Awans na podstawie Rankingu IIHF.    | Awans na podstawie Rankingu IIHF.    | Awans na podstawie Rankingu IIHF.    | Awans na podstawie Rankingu IIHF.    | Awans na podstawie Rankingu IIHF.    | Awans na podstawie Rankingu IIHF.    |                        |
| 2014                             | Ćwierćfinał                                  | 6/12                                         | 5                                            | 2                                            | 0                                            | 0                                            | 3                                            | 13                                           | 15                                           | .                                            | Awans na podstawie Rankingu IIHF.    | Awans na podstawie Rankingu IIHF.    | Awans na podstawie Rankingu IIHF.    | Awans na podstawie Rankingu IIHF.    | Awans na podstawie Rankingu IIHF.    | Awans na podstawie Rankingu IIHF.    | Awans na podstawie Rankingu IIHF.    |                        |
| 2018                             | Półfinał                                     | 4/12                                         | 6                                            | 3                                            | 1                                            | 0                                            | 2                                            | 16                                           | 15                                           | .                                            | Awans na podstawie Rankingu IIHF.    | Awans na podstawie Rankingu IIHF.    | Awans na podstawie Rankingu IIHF.    | Awans na podstawie Rankingu IIHF.    | Awans na podstawie Rankingu IIHF.    | Awans na podstawie Rankingu IIHF.    | Awans na podstawie Rankingu IIHF.    |                        |
| 2022                             | Play-off                                     | 9/12                                         | 4                                            | 0                                            | 2                                            | 0                                            | 2                                            | 11                                           | 12                                           | .                                            | Awans na podstawie Rankingu IIHF.    | Awans na podstawie Rankingu IIHF.    | Awans na podstawie Rankingu IIHF.    | Awans na podstawie Rankingu IIHF.    | Awans na podstawie Rankingu IIHF.    | Awans na podstawie Rankingu IIHF.    | Awans na podstawie Rankingu IIHF.    |                        |
| 2026                             |                                              | /12                                          |                                              |                                              |                                              |                                              |                                              |                                              |                                              | .                                            | Awans na podstawie Rankingu IIHF.    | Awans na podstawie Rankingu IIHF.    | Awans na podstawie Rankingu IIHF.    | Awans na podstawie Rankingu IIHF.    | Awans na podstawie Rankingu IIHF.    | Awans na podstawie Rankingu IIHF.    | Awans na podstawie Rankingu IIHF.    |                        |

### Mistrzostwa świata
- 1993 – brązowy medal
- 1994 – 7. miejsce
- 1995 – 4. miejsce
- 1996 – złoty medal
- 1997 – brązowy medal
- 1998 – brązowy medal
- 1999 – złoty medal
- 2000 – złoty medal
- 2001 – złoty medal
- 2002 – 5. miejsce
- 2003 – 4. miejsce
- 2004 – 5. miejsce
- 2005 – złoty medal
- 2006 – srebrny medal
- 2007 – 7. miejsce
- 2008 – 5. miejsce
- 2009 – 6. miejsce
- 2010 – złoty medal
- 2011 – brązowy medal
- 2012 – brązowy medal
- 2013 – 7. miejsce
- 2014 – 4. miejsce
- 2015 – 4. miejsce
- 2016 – 5. miejsce
- 2017 – 7. miejsce
- 2018 – 7. miejsce
- 2019 – 4. miejsce
- 2021 – 7. miejsce
- 2022 – brązowy medal
- 2023 – 8. miejsce
- 2024 –  złoty medal[3]

### Puchar świata
| Udział w Pucharze Świata | Udział w Pucharze Świata | Udział w Pucharze Świata | Udział w Pucharze Świata | Udział w Pucharze Świata | Udział w Pucharze Świata | Udział w Pucharze Świata | Udział w Pucharze Świata | Udział w Pucharze Świata | Udział w Pucharze Świata |
| Rok                      | Runda                    | Miejsce                  | M                        | W                        | R                        | R                        | P                        | B+                       | B-                       |
| Rok                      | Runda                    | Miejsce                  | M                        | W                        | W!                       | P!                       | P                        | B+                       | B-                       |
| ------------------------ | ------------------------ | ------------------------ | ------------------------ | ------------------------ | ------------------------ | ------------------------ | ------------------------ | ------------------------ | ------------------------ |
| 1996                     | Faza grupowa             | 8/8                      | 3                        | 0                        | 0                        | 0                        | 3                        | 4                        | 17                       |
| 2004                     | Półfinał                 | 3/8                      | 5                        | 2                        | 0                        | 0                        | 3                        | 19                       | 15                       |
| 2016                     | Faza grupowa             | 6/8                      | 3                        | 1                        | 0                        | 1                        | 1                        | 6                        | 12                       |

## Trenerzy reprezentacji Czech

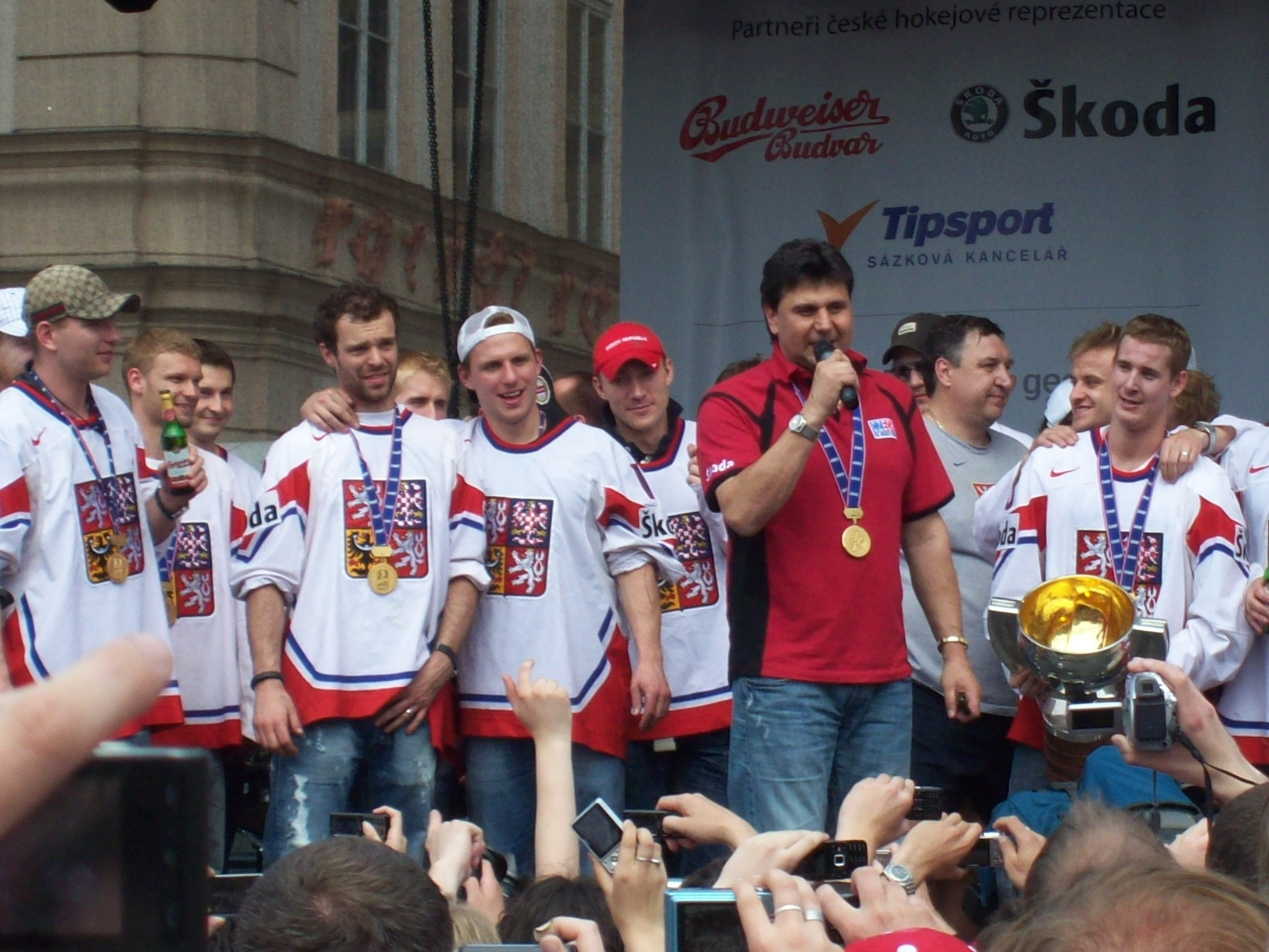
Trener Vladimír Růžička (z mikrofonem) wraz zawodnikami. Pierwszy z prawej (z pucharem) Roman Červenka (2010)

### Igrzyska olimpijskie
- 1994 – Ivan Hlinka
- 1998 – Ivan Hlinka / Slavomir Lener
- 2002 – Josef Augusta
- 2006 – Alois Hadamczik
- 2010 – Vladimír Růžička
- 2014 – Alois Hadamczik[4]
- 2018 – Josef Jandač[5]
- 2022 – Filip Pešán[6]

### Mistrzostwa Świata
- 1993 – Ivan Hlinka
- 1994 – Ivan Hlinka
- 1995 – Luděk Bukač
- 1996 – Luděk Bukač
- 1997 – Ivan Hlinka / Slavomir Lener
- 1998 – Ivan Hlinka / Slavomir Lener
- 1999 – Ivan Hlinka
- 2000 – Josef Augusta
- 2001 – Josef Augusta
- 2002 – Josef Augusta
- 2003 – Slavomír Lener
- 2004 – Slavomír Lener
- 2005 – Vladimír Růžička
- 2006 – Alois Hadamczik
- 2007 – Vladimír Růžička
- 2008 – Vladimír Růžička
- 2009 – Vladimír Růžička
- 2010 – Vladimír Růžička
- 2011 – Alois Hadamczik
- 2012 – Alois Hadamczik
- 2013 – Alois Hadamczik
- 2014 – Vladimír Růžička
- 2015 – Vladimír Růžička[7][8]
- 2016 – Vladimír Vůjtek[9]
- 2017 – Josef Jandač[10]
- 2018 – Josef Jandač[11]
- 2019 – Miloš Říha[12]
- 2021 – Filip Pešán[13]
- 2022 – Kari Jalonen[14]
- 2023 – Kari Jalonen
- 2024 – Radim Rulík

## Zastrzeżone numery
Jako pierwszy został zastrzeżony numer 21 pamięci Ivana Hlinki. We wrześniu 2011 roku czeska federacja zastrzegła na zawsze trzy numery, z jakimi występowali trzej hokeiści, którzy zginęli 7 września 2011 roku wraz z drużyną Łokomotiw Jarosław w katastrofie samolotu pasażerskiego Jak-42D w pobliżu Jarosławia w Rosji.
- 21 – Ivan Hlinka
- 4 – Karel Rachůnek
- 15 – Jan Marek
- 63 – Josef Vašíček